# Église Saint-Georges de Petrovaradin
Pour les articles homonymes, voir Église Saint-Georges.
L'église Saint-Georges de Petrovaradin (en serbe cyrillique : Црква Светог Јурја ; en serbe latin : Crkva Svetog Jurja) est une église catholique située à Petrovaradin, dans la municipalité de Petrovaradin et sur le territoire de la ville de Novi Sad, en Serbie. L'église, dont l'origine remonte au tout début du XVIIIe siècle, est inscrite sur la liste des monuments culturels protégés de la république de Serbie (identifiant no SK 1585).
La maison paroissiale est elle aussi classée.

## Historique

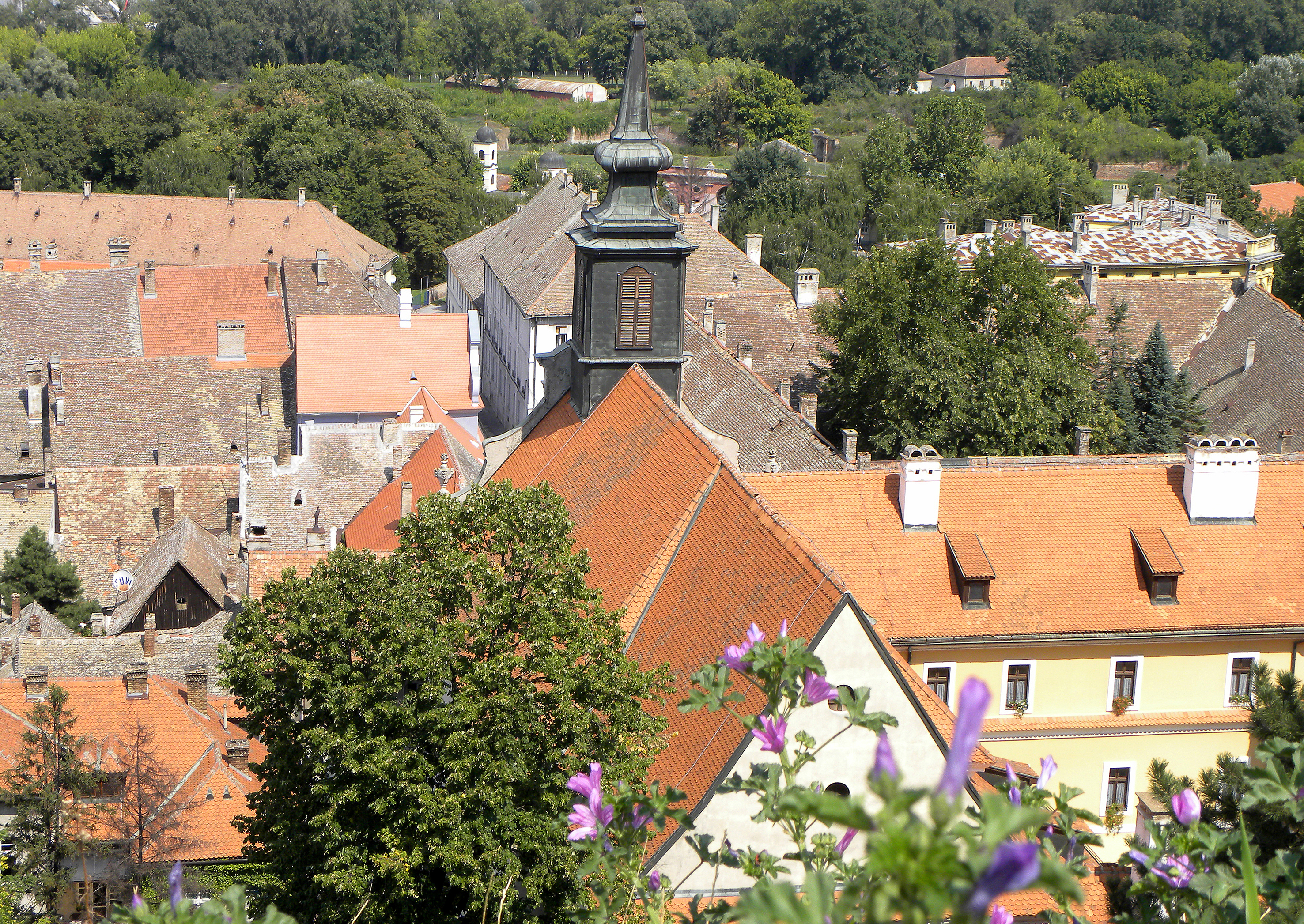
L'église vue depuis la forteresse de Petrovaradin

L'église Saint-Georges, qui se trouve au pied de la forteresse de Petrovaradin dans l'actuel quartier de Podgrađe tvrđave, a été construite entre 1701 et 1714 à l'instigation des Jésuites. La maison paroissiale, quant à elle, a été bâtie en 1719 et elle forme avec l'église un quadrilatère fermé qui constitue un couvent. L'ensemble est caractéristique de l'architecture baroque, telle qu'elle se développe à cette époque en Voïvodine.
L'église est aujourd'hui le centre d'une paroisse du diocèse de Syrmie.

## Architecture et décoration
L'église forme un rectangle long de 36,72 m et large de 15,45 m ; elle est constituée d'une nef prolongée par une abside plus petite que le reste du bâtiment. L'intérieur de l'édifice est très simple, avec quelques éléments baroques réservés à l'autel principal et aux autels secondaires. Le maître-autel en marbre a été achevé en 1774.

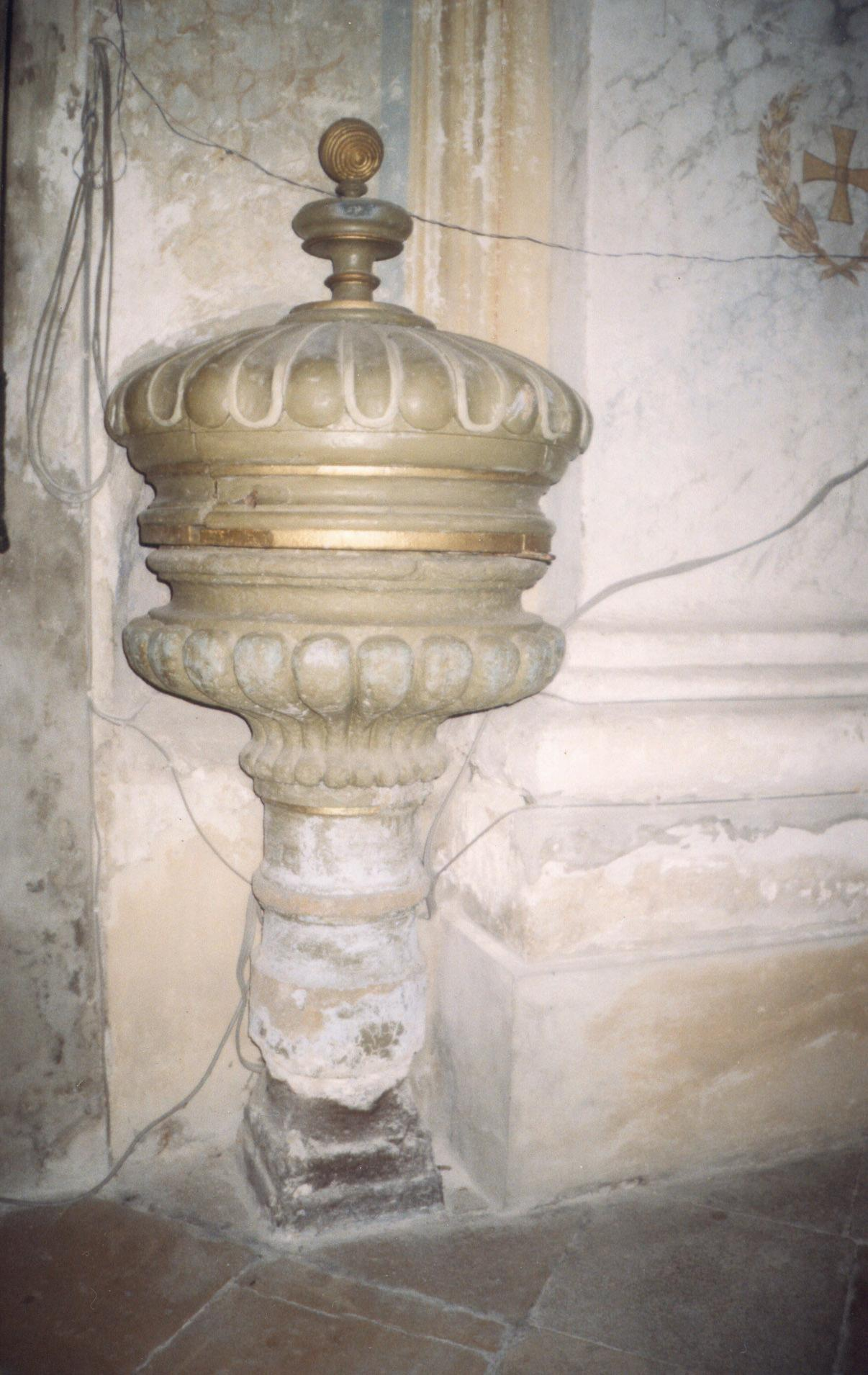
Un baptistère dans l'église

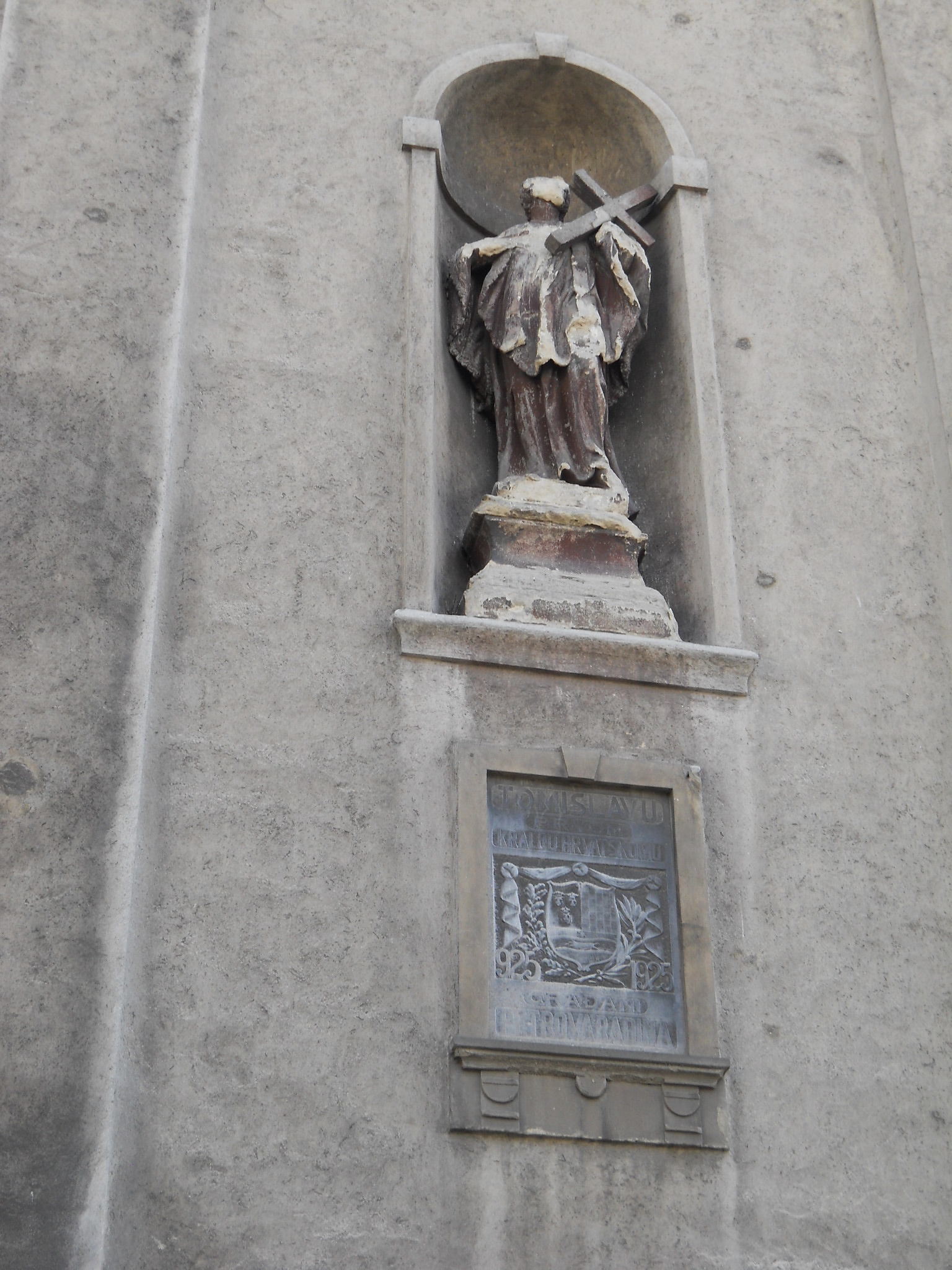
Détail de la façade principale

La verticalité de la façade principale est marquée par un ensemble de quatre pilastres qui sont entourés de deux niches ornés d'anges baroques et qui sont couronnés par une grande corniche moulurée ; plus hauts, deux autres pilastres encadrés de volutes et portant chacun un pot à feu, aboutissent à un tympan en demi-cintre ; la façade est dominée par un clocher à bulbe.
L'église abrite également deux cryptes et conserve quelques œuvres d'art.

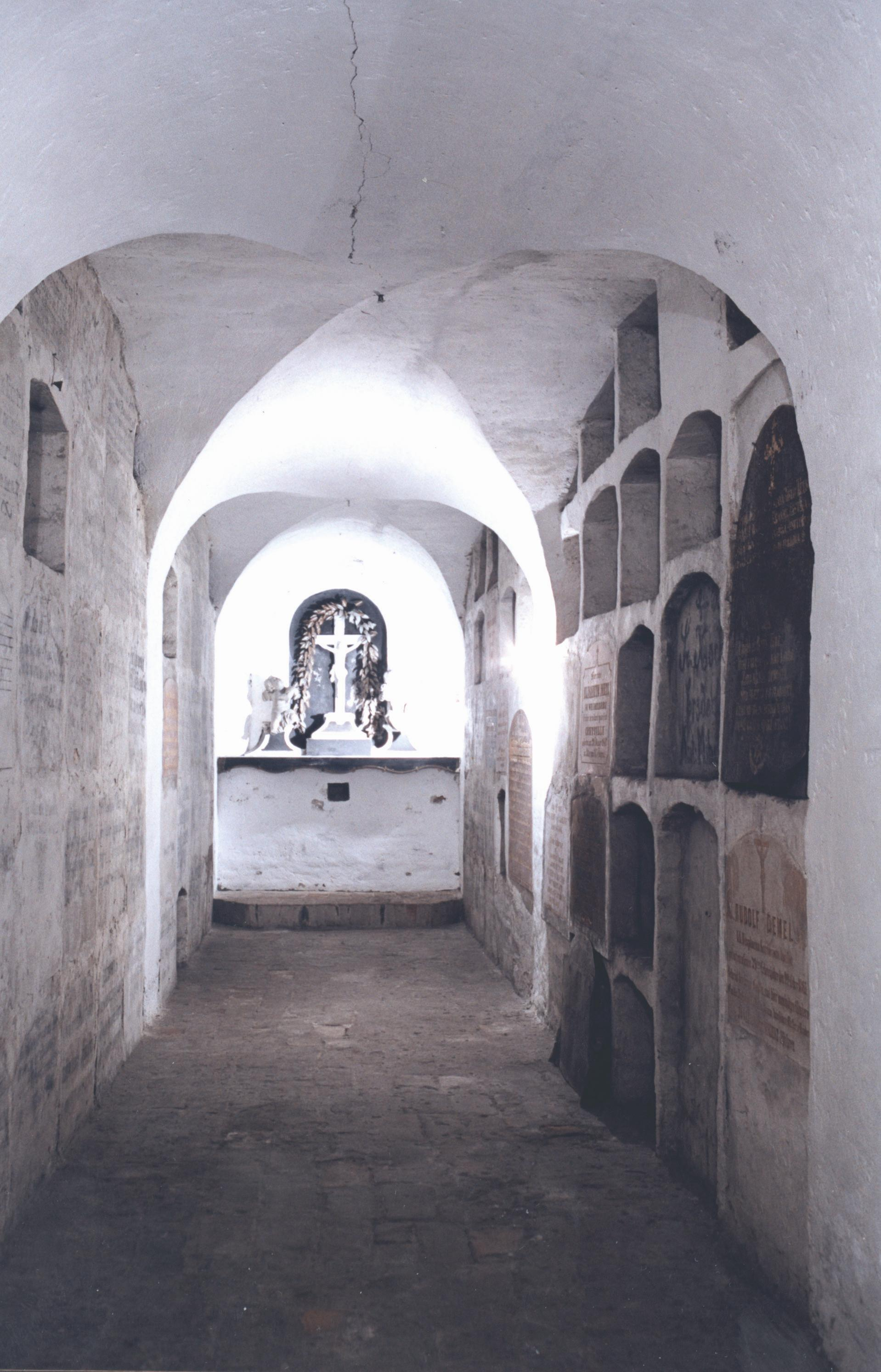
Une crypte de l'église
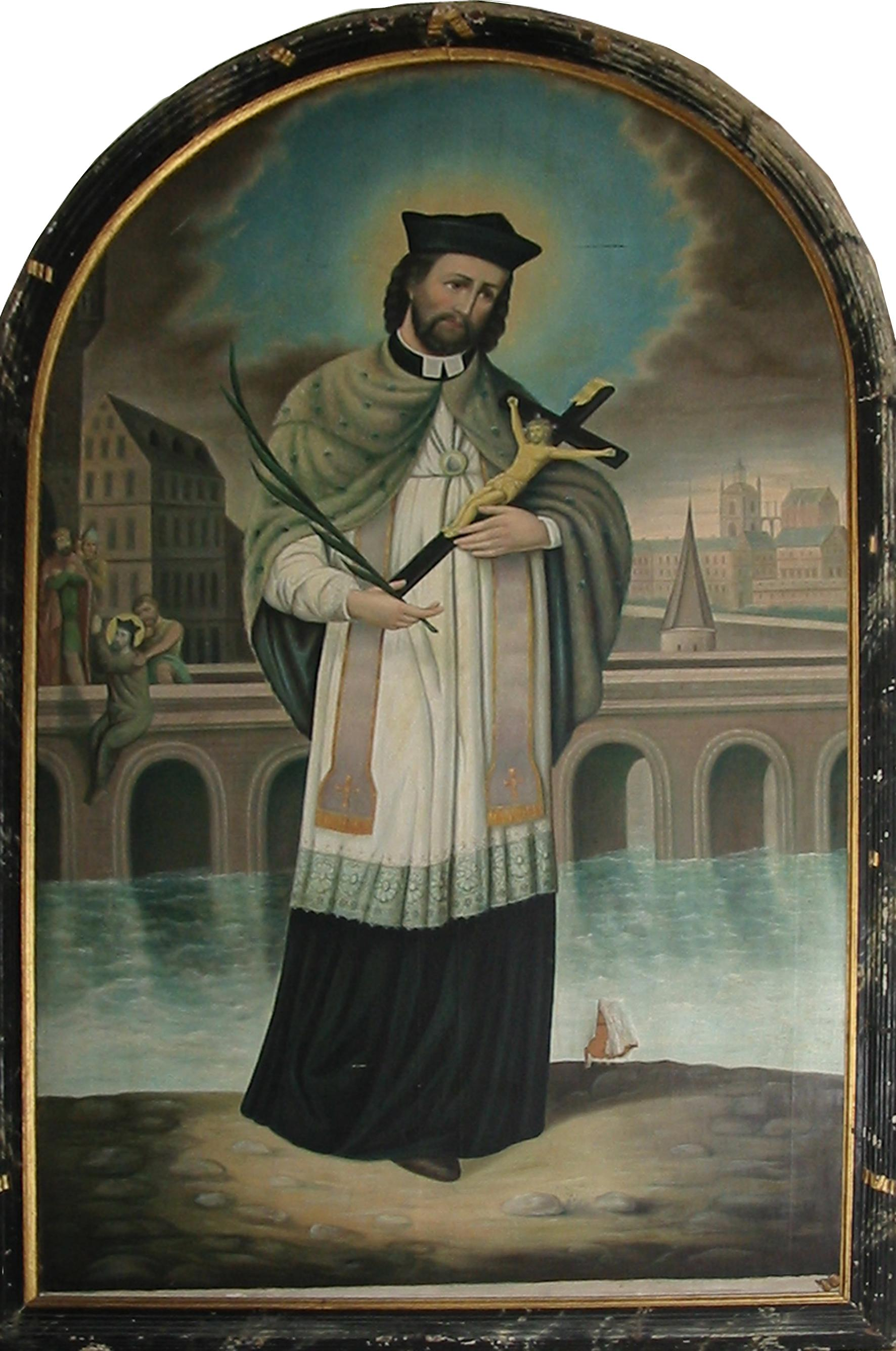
Tableau représentant saint Jean Népomucène